# Wilma Rudolph
Wilma Glodean Rudolph (Clarksville (Tennessee), 23 juni 1940 - Nashville, 12 november 1994) was een Amerikaanse atlete. Ze werd driemaal olympisch kampioene en achtmaal Amerikaanse kampioene.

## Loopbaan
Bij Rudolph werd op vierjarige leeftijd polio geconstateerd. Hiervoor moest ze tweemaal per week worden behandeld in een ziekenhuis op 80 km afstand. Ze kreeg jarenlang fysiotherapie en specifieke massages. Met acht jaar kon ze zonder krukken lopen en met elf jaar kon ze weer met haar broer basketbal spelen. Toen ze twaalf was besloot ze te gaan sporten. Eerst basketbal, waar ze met haar middelbare-schoolteam kampioen werd van Tennessee, daarna atletiek.
Op de Olympische Spelen van 1956 won Wilma Rudolph brons op de 4 x 100 m estafette. In Rome 1960 won ze als eerste Amerikaanse atlete drie gouden medailles: op de 100 m, 200 m en de 4 x 100 m estafette. In 1961 werd ze onderscheiden met de James E. Sullivan Award als beste Amerikaanse amateur-atlete van het jaar.
Door haar prestaties kreeg ze de bijnaam Zwarte gazelle.
Wilma Rudolph overleed op haar 54e aan een hersentumor.
In 2014 werd ze opgenomen in de IAAF Hall of Fame.

## Titels
- Olympisch kampioene 100 m - 1960
- Olympisch kampioene 200 m - 1960
- Olympisch kampioene 4 x 100 m - 1960
- Amerikaans indoorkampioene 60 m - 1959, 1960
- Amerikaans kampioene 100 m - 1959, 1960, 1961, 1962
- Amerikaans kampioene 200 m - 1960
- Amerikaans indoorkampioene 200 m - 1960

## Palmares

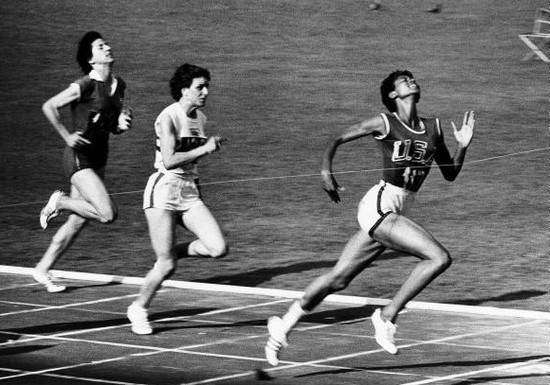
Wilma Rudolph in actie tijdens de OS in Rome, 1960.

### 100 yd
- 1961:  Amerikaanse kamp. - 10,8 s
- 1962:  Amerikaanse kamp. - 10,8 s

### 100 m
- 1959:  Amerikaanse kamp. - 12,1 s
- 1959:  Pan-Amerikaanse Spelen - 12,3 s
- 1960:  Amerikaanse kamp. - 11,5 s
- 1960:  OS - 11,0 s

### 200 m
- 1960:  Amerikaanse kamp. - 22,9 s
- 1960:  OS - 24,0 s

### 4 x 100 m
- 1956:  OS - 44,9 s
- 1960:  OS - 44,5 s

## Onderscheidingen
- James E. Sullivan Award - 1961
- IAAF Hall of Fame - 2014

1928: Betty Robinson ·
1932: Stanisława Walasiewicz ·
1936: Helen Stephens ·
1948: Fanny Blankers-Koen ·
1952: Marjorie Jackson ·
1956: Betty Cuthbert ·
1960: Wilma Rudolph ·
1964: Wyomia Tyus ·
1968: Wyomia Tyus ·
1972: Renate Stecher ·
1976: Annegret Richter ·
1980: Ljoedmila Kondratjeva ·
1984: Evelyn Ashford ·
1988: Florence Griffith-Joyner ·
1992: Gail Devers ·
1996: Gail Devers ·
2000: onbepaald ·
2004: Joelija Nestsjarenka ·
2008: Shelly-Ann Fraser-Pryce ·
2012: Shelly-Ann Fraser-Pryce ·
2016: Elaine Thompson ·
2020: Elaine Thompson-Herah ·
2024: Julien Alfred
1948: Fanny Blankers-Koen ·
1952: Marjorie Jackson ·
1956: Betty Cuthbert ·
1960: Wilma Rudolph ·
1964: Edith McGuire ·
1968: Irena Szewińska ·
1972: Renate Stecher ·
1976: Bärbel Eckert ·
1980: Bärbel Wöckel ·
1984: Valerie Brisco-Hooks ·
1988: Florence Griffith-Joyner ·
1992: Gwen Torrence ·
1996: Marie-José Pérec ·
2000: Pauline Davis-Thompson ·
2004: Veronica Campbell ·
2008: Veronica Campbell ·
2012: Allyson Felix ·
2016: Elaine Thompson ·
2020: Elaine Thompson ·
2024: Gabrielle Thomas
1928: Rosenfeld, Smith, Bell, Cook ·
1932: Carew, Furtsch, Rogers, Von Bremen ·
1936: Bland, Rogers, Robinson, Stephens ·
1948: Stad-de Jong, Witziers-Timmer, van der Kade-Koudijs, Blankers-Koen ·
1952: Faggs, Jones, Moreau, Hardy ·
1956: Strickland, Croker, Mellor, Cuthbert ·
1960: Hudson, Williams, Jones, Rudolph ·
1964: Ciepły, Kirszenstein, Górecka, Kłobukowska ·
1968: Ferrell, Bailes, Netter, Tyus ·
1972: Krause, Mickler-Becker, Richter, Rosendahl ·
1976: Oelsner, Stecher, Bodendorf, Eckert ·
1980: Müller, Wöckel, Auerswald, Göhr ·
1984: Brown, Bolden, Cheeseborough, Ashford ·
1988: Brown, Echols, Griffith-Joyner, Ashford ·
1992: Ashford, Jones, Guidry, Torrence ·
1996: Devers, Miller, Gaines, Torrence ·
2000: Fynes, Sturrup, Davis, Ferguson ·
2004: Lawrence, Simpson, Bailey, Campbell ·
2008: Borlée, Mariën, Ouédraogo, Gevaert ·
2012: Madison, Felix, Knight, Jeter ·
2016: Madison, Felix, Gardner, Bowie ·
2020: Williams, Thompson-Herah, Fraser-Pryce, Jackson ·
2024: Jefferson, Terry, Thomas, Richardson
- Gemeinsame Normdatei: 120858681
- World Athletics: 14372878
- International Standard Name Identifier: 0000 0000 7863 3001
- Library of Congress Control Number: n86116402
- National Archives and Records Administration: 10570651
- Nationale Bibliotheek van Israël: 987007322242805171
- Nederlandse Thesaurus van Auteursnamen: 195551141
- SNAC: w608766d
- Système universitaire de documentation: 152911774
- Virtual International Authority File: 69770651
- WorldCat: E39PBJy4hcwJc4WTMMttx7QQbd